# Giovambattista Paternò del Toscano
Giovambattista Paternò del Toscano (Catania, 19 dicembre 1847 – Catania, 25 gennaio 1916) è stato un politico italiano.

## Biografia
Figlio di Antonino Paternò del Toscano e Agata Alessi, fu sindaco di Catania dal 19 novembre 1889 al 6 giugno 1890. Riconosciuto con D.M. del 26 aprile 1898 del titolo di 2º Marchese del Toscano. Sposò a Napoli l'8 agosto 1867 donna Teresa Maria Annunziata Caracciolo (Napoli, 25.3.1843 - ivi, 4.1.1916), V duchessa di Roccaromana.